# Sarces
Sarces o San Mamed de Sarces (llamada oficialmente San Amedio de Sarces) es una parroquia del municipio de Lage, en la provincia de La Coruña, Galicia, España.

## Entidades de población
Entidades de población que forman parte de la parroquia:
- A Camposa
- A Torre
- Coéns
- O Campo
- Virtudes (As Virtudes)

## Despoblado
- Penelas

## Demografía
| Gráfica de evolución demográfica de Sarces entre 2000 y 2018 |
|                                                              |
| Población de derecho según el padrón municipal del INE       |